# Ferdinand von Miller den yngre
Ferdinand von Miller den yngre, född den 8 juni 1842 i München, död den 18 december 1929, var en tysk friherre, skulptör och bronsgjutare. Han var son till Ferdinand von Miller den äldre.
von Miller lärde hos sin far, varjämte han studerade yrket i Berlin, Paris och London samt modellerade under August Kiss i Berlin, Wilhelm Widemann i München och Ernst Hähnel i Dresden. Han blev föreståndare för kungliga gjuteriet och även professor vid och direktör för konstakademien i München. Han modellerade fontänfigurer, statyn av en indian samt stoder av William Shakespeare och Alexander von Humboldt i Saint Louis; bland av honom gjutna arbeten kan nämnas kvadrigan för teatern i Dresden, en ryttarstaty av kung Vilhelm av Württemberg (i Cannstatt), kung Ludvig I:s staty (för Walhalla), Ludvigs av Bayern minnesvård (1905; och Ludvig II:s staty (1910) i München. Han blev 1909 excellens.